# Districte de Wangen

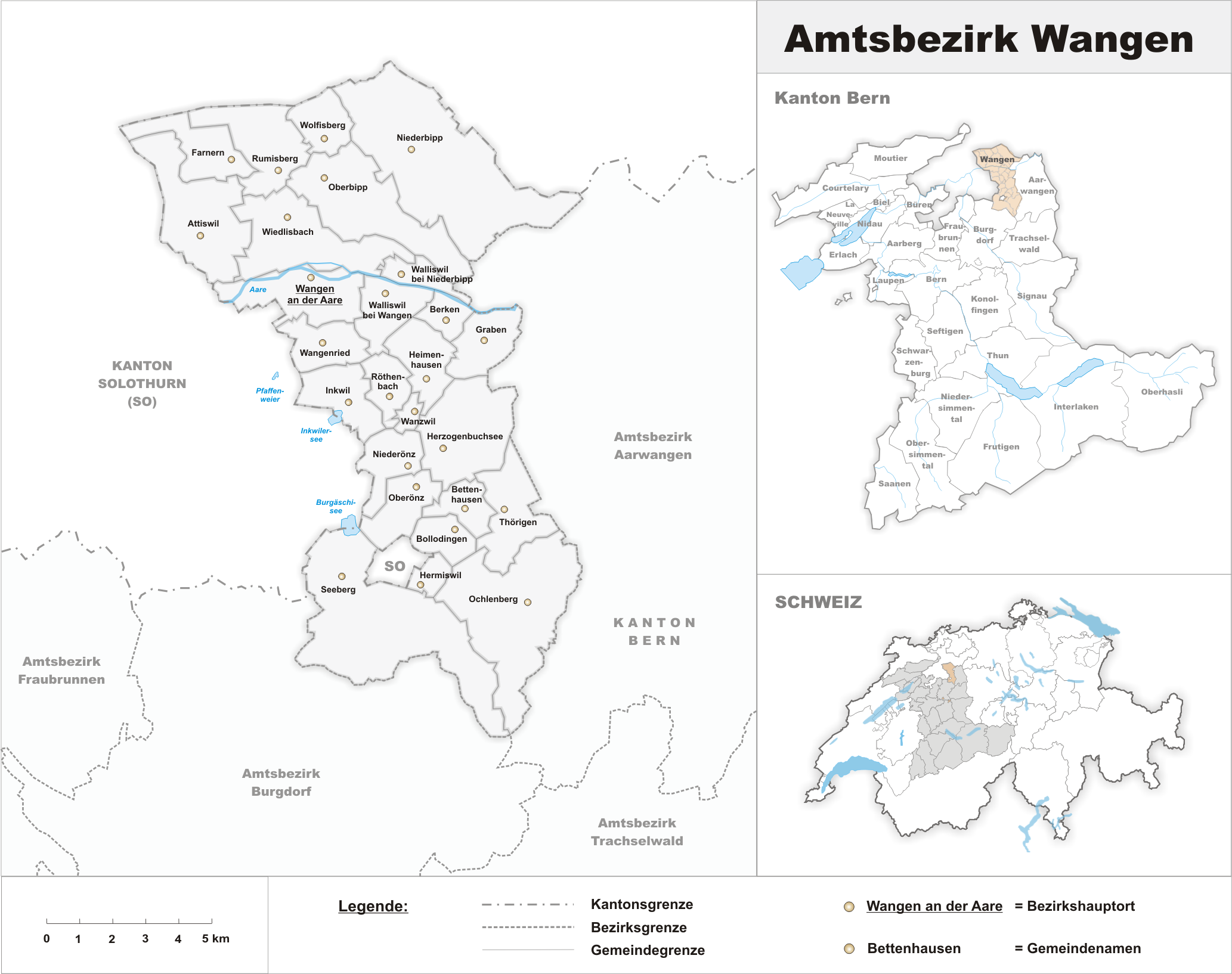
El districte de Wangen

El districte de Wangen és un dels 26 districtes del Cantó de Berna (Suïssa), té 26736 habitants (cens de 2007) i una superfície de 151 km². El cap del districte és Wangen an der Aare està format per 23 municipis. Es tracta d'un districte amb l'alemany com a llengua oficial.

## Municipis
| Municipi                 | Habitants (31. Dez. 2007) | Superfície en km² |
| ------------------------ | ------------------------- | ----------------- |
| Attiswil                 | 1325                      | 7.7               |
| Berken                   | 50                        | 1.4               |
| Bettenhausen             | 496                       | 2.0               |
| Bollodingen              | 233                       | 2.0               |
| Farnern                  | 208                       | 3.7               |
| Graben                   | 299                       | 3.2               |
| Heimenhausen             | 967                       | 5.9               |
| Hermiswil                | 94                        | 23.4              |
| Herzogenbuchsee          | 6514                      | 9.8               |
| Inkwil                   | 658                       | 3.4               |
| Niederbipp               | 3850                      | 17.5              |
| Niederönz                | 1470                      | 2.8               |
| Oberbipp                 | 1544                      | 8.5               |
| Ochlenberg               | 607                       | 12.1              |
| Rumisberg                | 493                       | 5.2               |
| Seeberg                  | 1363                      | 15.8              |
| Thörigen                 | 1027                      | 4.5               |
| Walliswil bei Niederbipp | 224                       | 1.4               |
| Walliswil bei Wangen     | 578                       | 3.1               |
| Wangen an der Aare       | 2015                      | 5.2               |
| Wangenried               | 398                       | 2.9               |
| Wiedlisbach              | 2141                      | 7.5               |
| Wolfisberg               | 182                       | 2.4               |
| Total (23)               | 26'736                    | 151.4             |

## Fusions de municipis
- 1 de gener de 2008 Herzogenbuchsee i Oberönz.
- 1 de gener de 2009 Heimenhausen, Röthenbach bei Herzogenbuchsee i Wanzwil.

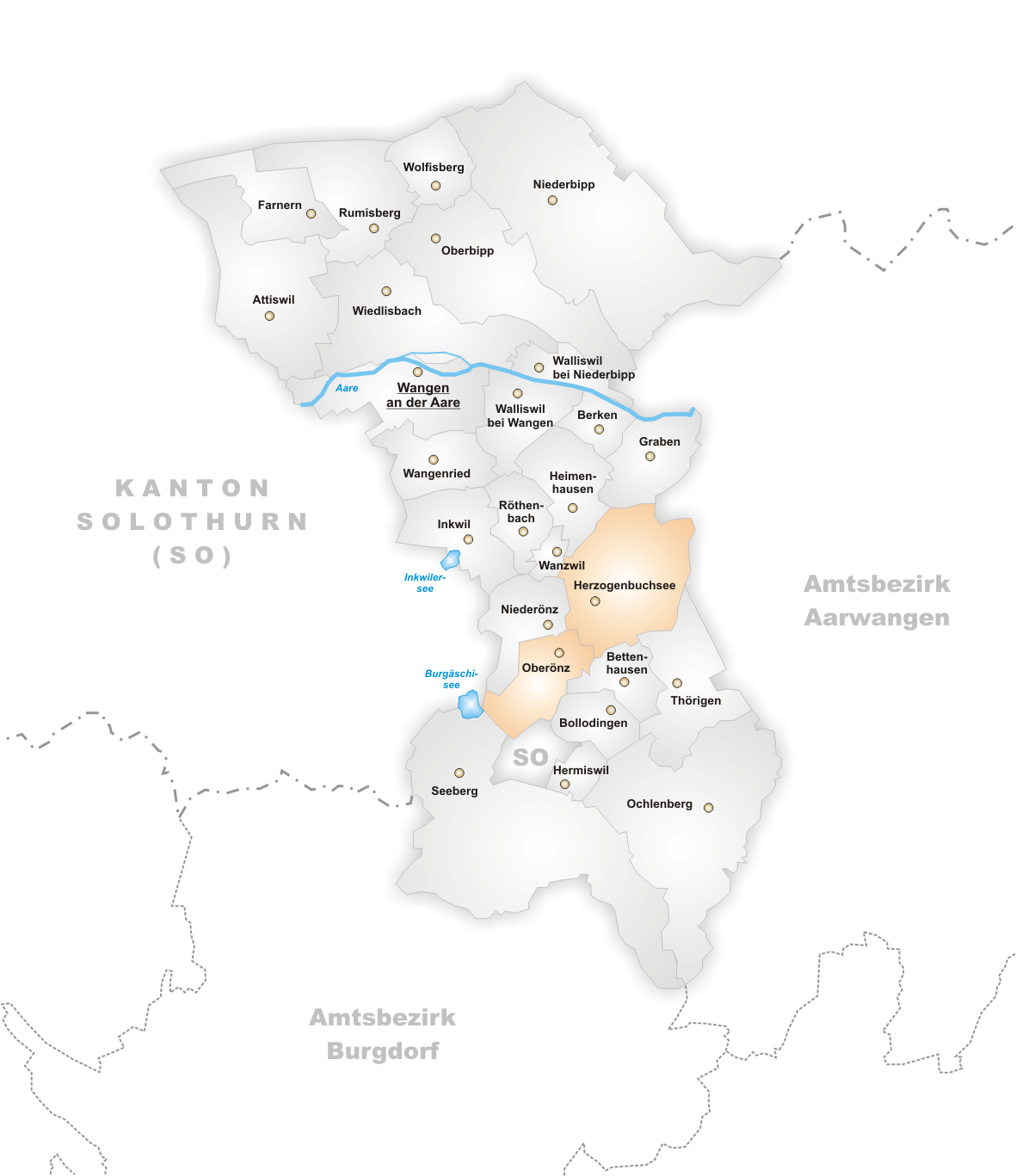
Municipis el 2007
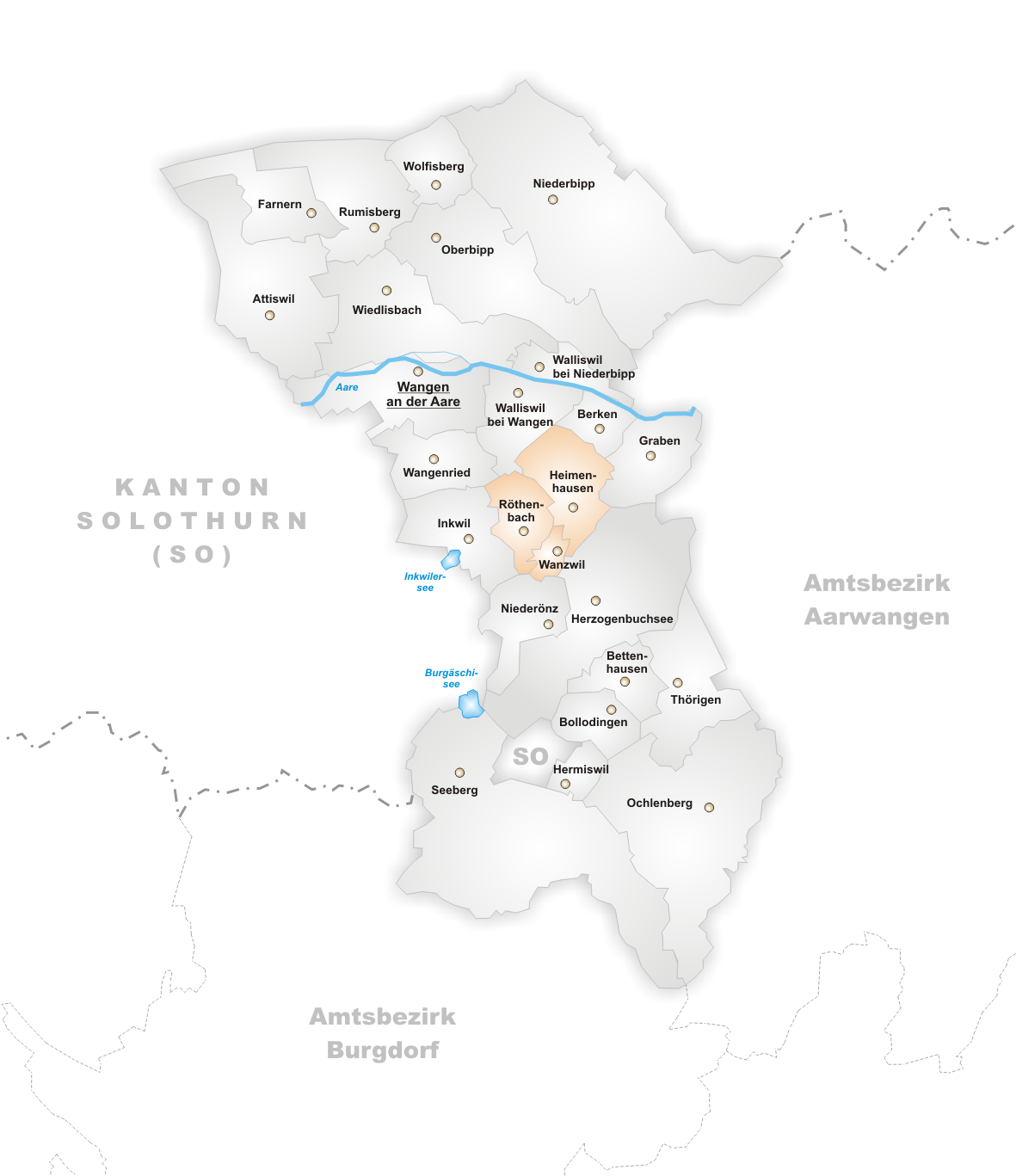
Municipis el 2008